# Colonia Santa Elena
Colonia Santa Elena är en ort i Mexiko.   Den ligger i kommunen Iguala de la Independencia och delstaten Guerrero, i den södra delen av landet, 160 km söder om huvudstaden Mexico City. Colonia Santa Elena ligger 895 meter över havet och antalet invånare är 144.
Terrängen runt Colonia Santa Elena är lite kuperad, och sluttar österut. Runt Colonia Santa Elena är det ganska tätbefolkat, med 214 invånare per kvadratkilometer. Närmaste större samhälle är Cocula, 17,6 km norr om Colonia Santa Elena. I omgivningarna runt Colonia Santa Elena växer huvudsakligen savannskog.